# Erymanthos
Erymanthos (in greco Ερύμανθος?) è un comune della Grecia situato nella periferia della Grecia occidentale (unità periferica dell'Acaia) con 11.329 abitanti secondo i dati del censimento 2001.
È stato istituito a seguito della riforma amministrativa detta Programma Callicrate in vigore dal gennaio 2011 che ha abolito le prefetture e accorpato numerosi comuni